# Het Janussyndroom
Het Janussyndroom is een hoorspelserie naar de roman Codeword Janus van Evelyn Anthony. De AVRO zond ze uit vanaf dinsdag 2 april 1985. Voor de bewerking zorgde Dick van Putten. De regisseur was Hero Muller.

## Delen
- Deel 1 (duur: 42 minuten)
- Deel 2 (duur: 45 minuten)
- Deel 3 (duur: 43 minuten)
- Deel 4 (duur: 46 minuten)
- Deel 5 (duur: 39 minuten)
- Deel 6 (duur: 45 minuten)

## Rolbezetting
- Edmond Classen (Max Steiner)
- Paula Majoor (Elly Steiner & een non)
- Henny Orri (Minna Walther)
- Kees Broos (Albert Kramer)
- Ad van Kempen (Standartenführer Otto Helm)
- Hans Hoekman (Scharführer Joseph Franke)
- Truus Dekker (Ilse)
- Joop van der Donk (hoofdredacteur Jarre & Kommissar Freiburg)
- Cees van Ooyen (Durant & een politie-inspecteur)
- Hans Veerman (Sigmund Walther)
- Jérôme Reehuis (Stanislaus Kessler)
- Hans Karsenbarg (Maurice Franconi)
- Eddie Brugman (Paul)
- Jan Wegter (Hugo Priem)
- Joke van den Berg (Trudy Minzel)
- Paul van der Lek (Andrews)
- Joke Reitsma-Hagelen (Frau Haussmann)
- Paul van Gorcum (Holler)
- Maarten Kapteijn (vader Grünwald)
- Wik Jongsma (Mayer)
- Robert Sobels (Mühlhauser)
- Maria Lindes (Hilde, z’n vrouw)
- Willy Brill (moeder Catharina)
- Wim de Meyer (Karl Dietrich)
- Truus Dekker (Frau Inge Brandt)
- Jan Wegter (inspecteur Hauptmann)
- Barbara Hoffman (zuster Francisca)

## Inhoud
Als zestienjarige werd Max Steiner gedwongen dienst te nemen in Hitlers jongerenleger, en hij was aanwezig in de bunker toen Hitler en Eva Braun zelfmoord pleegden. Alhoewel die brutale ervaring hem tekende, is hij een geslaagd journalist geworden. Wanneer hij eropuit gestuurd wordt om de liberale Duitse politicus Sigmund Walther te interviewen, heeft Max er geen idee van dat het interview het verleden terug zal brengen en zijn leven zal veranderen. Na het interview, terwijl Max nog wat praat met Walther, schieten twee moordenaars de politicus neer. Net voor hij sterft, zegt hij nog één woord: "Janus". Max realiseert zich dat hij dat woord ooit nog eens gehoord had - van Hitlers schoonbroer, die in het bijzijn van Max gemarteld en daarna door een executiepeloton in Hitlers bunker werd doodgeschoten. Maar wat betekent “Janus” en waarom hebben twee mannen, tientallen jaren van elkaar gescheiden, het net voor hun dood uitgesproken? Max zal zich, met de hulp van Walthers mooie weduwe, inspannen om het antwoord te vinden…